# Dorance Armstrong
Dorance Armstrong Jr. (Houston, 10 giugno 1997) è un giocatore di football americano statunitense che milita nel ruolo di defensive end per i Washington Commanders della National Football League (NFL).

## Carriera

### Dallas Cowboys
Armstrong fu scelto dai Dallas Cowboys nel corso del quarto giro (116º assoluto) del Draft NFL 2018. Disputò la prima gara come titolare il 14 ottobre 2018 contro i Jacksonville Jaguars. Il suo primo sack lo mise a segno il 5 novembre in una gara contro i Tennessee Titans, condiviso con Caraun Reid. Chiuse la sua annata da rookie con 13 tackle e 0,5 sack in 15 partite, di cui una come titolare.
Nel 2019 Armstrong disputò 15 partite, nessuna delle quali come titolare, mettendo a referto 16 placcaggi, 2 sack, 9 pressioni sul quarterback e un fumble forzato. Il suo primo sack non condiviso in carriera fu contro i Green Bay Packers. Il primo fumble forzato fu contro i New York Giants. 
Nel 2020 Armstrong disputò 16 partite, di cui 2 come titolare, con 33 tackle, di cui uno con perdita di yard.
Il 17 marzo 2022 Armstrong firmò un nuovo contratto biennale con i Cowboys. Quell’anno ebbe un nuovo primato personale di 8,5 sack, seguiti da 7,5 la stagione successiva.

### Washington Commanders
Il 12 marzo 2024 Armstrong firmò con i Washington Commanders. Nel quarto turno guidò la squadra con 1,5 sack nella vittoria sui Philadelphia Eagles.